# 守護甜心！
《守護甜心！》是由日本漫畫家拍檔PEACH-PIT第一次執筆的少女漫畫作品，自2006年2月號至2010年2月號連載於講談社的漫畫月刊《Nakayoshi》。2024年6月3號正式宣布將推出漫畫續集《守護甜心！Jewel Joker》。
改編電視動畫於2007年10月6日開始，每週星期六早上9時30分在東京電視台播出；卡通頻道 (台灣)於2008年12月5日起每週五晚上8時、2009年6月10日起週一至週五晚上7時30分播出；香港於2009年2月18日起每週二、三下午5點15分在翡翠台播出，於2012年5月14日起每週一至四晚上7時30分在迪士尼頻道 (香港)播出。《守護甜心！心跳》迪士尼頻道 (台灣)將從2012年1月9日起 每週一至週四的19:30首播。

## 故事簡介
就讀聖夜學園小學五年級的主角日奈森亞夢是別人眼中的酷女孩，大家總是以「Cool & Spicy（酷斃火辣）」來形容亞夢。但事實上亞夢只是個不擅長表達和內向的普通女孩，卻受到外在形象的束縛無法表現出真正的自己。在亞夢的祈禱後，亞夢心中的心靈之蛋出現了。並且孕育出了亞夢理想中自己的縮影——守護甜心。
聖夜學園裡有一群名為「守護者」的學生組織，他們是全校的偶像。這群風雲人物是由一群擁有守護甜心的學生組成，他們雖然看起來完美無瑕，但其實也想要變成理想中的自己，想要改變自己。發現亞夢擁有守護甜心之後，守護者便邀請亞夢加入他們。原來，守護者在尋找一顆能實現任何夢想及願望的魔法蛋「守護胚」。但同時，一個名為「EASTER」的集團也正在尋找守護胚；並且為了尋找它，不惜運用腐化人的心靈之蛋，讓人失去勇氣和信心，將人的心靈之蛋因為被主人自我放棄而成為「壞蛋」。
亞夢及守護者們努力對抗著EASTER及幫助失去勇氣的人重拾信心，並且尋找著胚胎，過程中也漸漸找到了真實的自我……

## 用語
心靈之蛋（こころのたまご）
每個孩子都擁有心靈之蛋，孕育著人的夢想，（心靈上）成長後便會消失，是普通人無法看見的。
《心靈之蛋》的繪本
一本影射了守護甜心存在事實的兒童繪本。但被撕掉關鍵的某一頁：被撕掉的那頁是空白頁。天河司說，每個人有不同的故事結局，所以最後一頁是空白頁。
守護蛋（しゅごたま）
能孵化或已孵出守護甜心的特殊心靈之蛋。在心靈之蛋的主人想要改變的強烈渴求下才會成形誕生。孵化與否以及其時間點則要依主人的心理狀況而定。若主人有強大的負面情緒而不能及時消除，守護蛋會有機會變成惡蛋，更可能會孵出惡魄。
守護甜心（しゅごキャラ）
從心靈之蛋孵化出來的「理想中的自己」。普通人無法看見守護甜心，只有同是守護甜心擁有者或未有心靈之蛋的孩子才能看見，但也有少數例外（如占卜師冴木信子）。
誕生模式可分為兩大類：第一類是在把自我及理想完全定位後、探尋新自我時誕生的，這類人即使形象改造也不會有個性上的大變化；第二種則是在仍未把自我作好定位時，自身的個性或能力缺陷處化成了甜心的類型，這類人一旦進行形象改造就會出現與平常差別很大的變化。
的意思為守護，而其實是英文「Character」的意思，所以的意思其實是「守護角色」。

利用守護甜心的力量強化與守護甜心相同屬性的能力。行為與性格等也會變得與其守護甜心一樣。

口號是「讓我的心 Unlock」。
與守護甜心融為一體，可引出對應守護甜心的力量至120%，條件是必須全心相信自己以及守護甜心。難度及威力比形象改造高。
守護甜心擁有者可以與不屬於自己的守護甜心進行變身，但會很消耗體力。如亞夢與繪琉和依琉的「淨惡天使、淨惡小惡魔」、歌唄與方塊的「黑暗寶石」。
（或譯胚胎）
傳說能實現任何夢想及願望的魔法蛋。有不少人（包括守護者和EASTER的成員）都在尋找胚胎，亦曾將一顆會發光的蛋誤認成胚胎，但那其實是一之宮光的心靈之蛋，胚胎的長相不得而知。漫畫第48話（單行本第11卷）透露「每個人心中都有的蛋...那就是──無限的可能性」。

心靈之蛋主人對「理想中的自己」失去信心時，心靈之蛋所腐化成的黑色蛋，蛋中間會有個白色的大「x」記號。而被人強行抽出又並非守護胚的心靈之蛋也會變成壞蛋。當壞蛋的負能量到達極限時，就會破碎，像打破了一樣。

孵化出來的甜心，頭上有紅色的「x」記號。如果任由惡魄四處亂走，惡魄的主人便會有危險。出現惡蛋甚至惡魄的情況下，只有捕捉後進行淨化或是直接摧毀。前者可讓心靈之蛋回復原狀並返回主人心中；後者則會令惡蛋完全消失，致使主人的夢想完全破滅。

動畫原創設定，名稱由彌耶所取。蛋中間有一個白色大「？」標記而得名。內心迷惘的人若戴上由露露製造的紅寶石項鍊，心靈之蛋就會被抽出變成暗紅色的神秘蛋。當事人會開始產生妄想，然後蛋便會變大並吃掉主人，主人也會因此而進行神秘甜心變身。若收到寶石的迷惘之人是守護甜心持有者的話，則像守護甜心變成惡魄的過程般，甜心會強制被關回蛋內並謎化，然後再重新孵化作惡。

動畫原創設定，吞食主人後會進行謎之變身並四處生事。共通點是所有謎之變身的名稱後半部必定以「Dream」來結尾。
流星區
是星之道路的危險地區。
守護蛋的搖籃
這個「守護蛋的搖籃」逐少地連繫着被眾人遺忘的回憶和今後將會誕生的回憶。是所有守護蛋準備誕生和回歸沉睡的地方。

### 場景
聖夜學園
聖夜學園內的地點
EASTER

### 道具
Humpty Lock（ハンプティ・ロック）
亞夢持有的鎖。飾有四顆心型、排成四葉草形狀的寶石。和幾斗持有的「Dumpty Key」配成一對。
與Dumpty Key的名稱一般認為是來自鵝媽媽童話的Humpty Dumpty。
Dumpty Key（ダンプティ・キー）
根據漫畫第11卷，Dumpty Key具有能打開人心靈的能力。Dumpty key是唯世父親從歐洲的古董店買的，然後送給幾斗父親作為他倆夫妻的結婚禮物和友情信物。Dumpty Key本是由幾斗父親託付給唯世父親，唯世父親再交給唯世的鑰匙，是因為幾斗父親找到自己的方法，用他的音樂打開其他人的心靈，還有為了讓鑰匙留給需要它的人。後來鑰匙被幾斗拿回（所以不算幾斗搶的，本來就是他的）。飾有四顆心型、排成四葉草形狀的寶石。和亞夢持有的「Humpty Lock」配成一對。
與Humpty Lock的名稱一般認為是來自鵝媽媽童話的Humpty Dumpty。

### 技能和武器

#### 日奈森亞夢
形象改造
小蘭（Ran）：
術語：Hop、Step、Jump。亞夢的頭飾會由「×」型變成「♥」型，擁有超強的運動細胞，亞夢的手、腳出現粉紅色的小翅膀，可用於飛行。性格變得率直與內心想說的表露無遺。
美琪（Miki）：
術語：Drew、Draw、Drawn。亞夢的頭飾會由「×」型變成「♠」型，擁有超強的藝術天份，擅長於美術創作、製圖繪畫、音樂。
小絲（Su）：
術語：Chip Syrup Whip。亞夢的頭飾會由「×」型變成「♣」型，擁有超強的家政能力，也可以恢復損壞的地方及物品。
方塊（Dia）：
在110話形象改造。亞夢的頭飾會由「×」型變成「♦」型，會突然微笑。
依琉（Iru）：
亞夢的頭上會出現兩個惡魔角。（NDS遊戲『亞夢的七彩甜心出擊』中出現），亞夢的身後出現一對惡魔翅膀，可用於飛行（漫畫）
繪琉（Eru）：
亞夢的頭上會出現一個天使的光環。(NDS)
甜心出擊
小蘭：
與小蘭變身成為Amulet Heart（淨惡之心）
- Heart Rod（心之杖）：兩頭都有心型晶石的啦啦隊加油棒，可當迴力鏢使用。變出兩把時可用於防禦上。
- Spiral Heart（迴旋之心）：快速旋轉Heart Rod（心之杖）並投出後，能束縛惡蛋，以抑制惡蛋行動。
- Spiral Heart Special（迴旋之心Special）：Spiral Heart（迴旋之心）的威力加強版本，以應付數量較多的惡蛋。此技能乃動畫原創，為彌補第39話（對應漫畫第5卷末話）唯世的White Decoration（純白淨飾）原有的淨化效果而生，後來也只有這招有再登場。
- Platinum Heart（白金之心）：與Platinum Royal（白金聖皇）的權杖共同使出的聯合技能，可以淨化更大規模的惡蛋群。
- Heart Speeder（红心滑輪）：第二季動畫原創。粉紅色的直排輪靴，上面有一對小翅膀，可以使亞夢在天空上如玩滾軸溜冰般滑行。
- Open Heart：能淨化惡蛋及惡魄。
- Open Heart Full Volume：Open Heart威力加強版本，淨化的範圍更廣。（只在動畫中出現，漫畫中為Amulet Fortune的招式）
- Pom-Pon Pom:揮動兩個啦啦球，可用作防禦。
- Pom-Pon Pom Special:在第113話出現過一次，發出一些粉紅色的光，使對手不能動。

美琪：
與美琪變身成為Amulet Spade（淨惡之筆）
- Colorful Canvas（彩色畫布／彩色油畫）：揮動大型的藍色畫筆，之後便有七色的光湧出，攻擊敵人。
- Colorful Canvas Special（彩色畫布Special／彩色油畫Special）：Colorful Canvas（彩色畫布）威力加強版本，以應付數量較多的惡蛋。此技能乃動畫原創，到目前為止只在第40話（對應漫畫第6卷初話）出現過一次，跟Spiral Heart Special（迴旋之心Special）一樣，是為彌補唯世的White Decoration（純白淨飾）原有的淨化效果而生。
- Prism Music（姈彩妙音）：第二季動畫原創。以指揮家的動作揮動高音譜號型的藍色杖，從杖前端飛出七色的音符碎片，用作攻擊。
- Open Heart：能淨化惡蛋及惡魄。
- Open Heart Full Volume：Open Heart威力加強版本，淨化的範圍更廣。（只在動畫中出現，漫畫中為Amulet Fortune的招式）

小絲：
與小絲變身為Amulet Clover（淨惡幸運草）
- Remake Honey（甜蜜再現）：金色的蜂蜜會從有梅花裝飾的打蛋器前頭噴出，並會修復被破壞的東西。原作則只用來淨化惡蛋。
- Remake Honey Special（甜蜜再現Special）：Remake Honey（甜蜜再現）廣域型，以應付數量較多的惡蛋。此技能乃動畫原創，到目前為止只在第41話（對應漫畫第6卷第二話）出現過一次，是為了彌補海里的Inazuma Blade／Lightning Blade（閃電之刃）原有的淨化效果而生。
- Sweet Applique（甜蜜花秀）：能夠變出可愛的花與絲帶，擾亂敵人用。
- Honey Bubbles（甜蜜泡泡）：第二季動畫原創。使用梅花型的泡泡器弄出泡，用於攻擊、阻礙敵人及反彈攻擊。
- Open Heart：能淨化惡蛋及惡魄。
- Open Heart Full Volume：Open Heart威力加強版本，淨化的範圍更廣。（只在動畫中出現，漫畫中為Amulet Fortune的招式）

方塊（Dia）：
與方塊變身成Amulet Dia(Amulet Diamond)（淨惡鑽石）
- Starlight Navigation（星光導航）：噴出如瀑布似的星光。
- Twinkle Hold（閃亮防護罩）：變出星之護盾，能夠阻擋敵人的強力攻擊。
- Shooting Star Shower（噴射星河）：變出流星雨，攻擊用途。
- Open Heart Full Volume：Open Heart威力加強版本，淨化的範圍更廣。（只在動畫中出現，漫畫中為Amulet Fortune的招式）

繪琉：
與繪琉變身成Amulet Angel（淨惡天使）
- White Flag（純白旗幟）：變出一道白色的旗幟，沒什麼作用。
- White Flag Double Plan（雙管齊下舉白旗／雙重純白旗幟）：只是白旗的數目增加至二，用於防禦物理攻擊，這一招擋住了歌唄的Lilin Trident（魔叉攻擊）。
- Angel Wink（天使眨眼）：動畫原創。只是繪琉搞笑用的招式。只在第33話出現一次。
- 戀愛修復光線：動畫原創。同樣只是搞笑用的招式。只在第35話出現一次。

依魯：
與依琉變身成Amulet Devil（淨惡小惡魔）
- Devil's Tune（惡魔旋律）：用力彈動吉他，從吉他飛出紫黑色的音符，攻擊用途。

小蘭、美琪、小絲、方塊：
因Dumpty Key和Humpty Lock的力量與小蘭、米奇、舒舒、方塊變身成Amulet Fortune（淨惡幸運女神） 
- Open Heart Full Volume：Open Heart威力加強版本，淨化的範圍更廣。（只在漫畫中出現，動畫中為Amulet Heart、Amulet Spade、Amulet Clover、Amulet Dia的招式）
- Open Heart：能淨化惡蛋及惡魄。（只在動畫中出現）

#### 邊里唯世
形象改造
輝石：
對唯世說「王子」或者是同音字，唯世的頭上會出現皇冠，然後個性會變成跟輝石一樣，一心執著於征服世界，好像可以發洩他平常壓抑已久的情緒。能使用一支國王的手杖，使出聖之冠(Holy Crown)攻擊敵方。解除方法是用一個水桶蓋著唯世的頭，然後數「三、二、一」（璃茉、撫子（凪彥）的方法），若以自動的方式回復原狀後就會情緒低落。
甜心出擊
輝石：
與輝石變身成Platinum Royal（白金聖皇）
- Holy Crown（聖之冠）：從權杖噴出一束金色光流，或噴出能凝聚成王冠形果凍狀物體的金光。此技同時具有攻擊與防禦、救援的能力，威力似乎比形象改造時較強。
- White Decoration（純白淨飾）：從權杖噴出金色的光輝以束縛惡蛋群的行動。原作漫畫中具有與Open Heart一樣的淨化能力。
- Holy Crown Special（聖之冠Special）：Holy Crown（聖之冠）威力增強版，防禦範圍增大。是唯一在漫畫中也有出場的Special型技能。
- Royal Sword（皇家寶劍）：把權杖變成劍。
- Holy Saber（聖之劍）：以Royal Sword（皇家寶劍）作出的攻擊。
- Platinum Heart（白金之心）：利用權杖與Amulet Heart（淨惡之心）的Heart Rod（淨惡棒）共同使出的聯合技，可以淨化更大規模的惡蛋群。

#### 藤咲撫子／藤咲凪彥
形象改造
手鞠：
術語：ting、tang、shang（叮、噹、摪）。撫子（凪彥）的馬尾髮飾會變成櫻花。性格會立刻變得火爆，會用長刀(薙刀)來攻擊敵人。
節奏：
形象改造時凪彥（撫子）的脖子上會出現耳機，毫不考慮就行動。但這只是動畫版的狀況，漫畫版未明。
甜心出擊
節奏：
與節奏變身成Beat Jumper（撼動躍者）
- Beat Dunk（撼動灌籃）：攻擊用途。動畫中會作出光球投擲以擾亂對手。
- Blaze Shoot（火焰射擊）：動畫版原創招式，攻擊用途。

手鞠：
與手鞠變身成Yamato Maihime（大和舞姬）
- Mild Goodwill（和美風情）：動畫版原創招式。
- The flower sees the dance(花見雪衣舞): 於109話出現。動畫版原創招式，用以限制惡蛋及惡魄的行動。
- 與Clown Drop聯合技Queens' Waltz（皇后華爾滋）：能淨化大規模的惡蛋及惡魄。

#### 相馬空海
形象改造
大地：
術語：Kick！Stack！Shoot！頭上出現星形髮飾，擁有非常驚人的體育能力。
甜心出擊
大地：
與大知變身成Sky Jack（藍天侍從），穿著類似飛行員的衣服，搭配噴射滑板擁有高速的機動能力。
- Golden Victory Shoot（榮耀決勝球）：動畫原創招式，以強大的力量踢出能量彈擊散聚合的惡蛋群。

#### 結木彌耶
形象改造
蓓蓓：
術語：Pretty、Cutie、Lovely baby。彌耶脖子上會加上口水肩，主要招式為「超大手搖鈴攻擊」，但是這招常打不中敵人；有時會因為受到皮皮的嬰兒的性質影響，彌耶會跟著痛哭流涕。其次還有「草莓味牛奶瓶攻擊」，為動畫原創招式，只在第31話登場；拿著巨大的餵奶瓶向對手發射草莓味牛奶束，但彌耶的落空率還是很高。
甜心出擊
蓓蓓：
與蓓蓓變身成Dear Baby（可愛寶貝）。
- Merry Merry（旋轉搖鈴）：此技能使敵人沉睡，但彌耶自己通常亦會睡著。
- Go Go 小鴨鴨：大量玩具鴨子會跟隨彌耶的指示攻擊敵人。
- 小鴨鴨Black Go Go：在漫畫第36話（動畫第99話），彌耶看見到歌唄的攻擊，於是命令小鴨子變成黑色小惡魔攻擊。
- Merry Merry Double Block：Merry Merry的雙重版本，催眠力加強，也有引誘獸類對手上釣的能力。
- 小鴨鴨Scramble Go Go（鴨子列隊前進）：把所有小鴨子以疊羅漢式組成一道防護牆來抵禦攻擊。
- 小鴨鴨 Dash(小鴨鴨衝刺)：讓小鴨子向前方敵人衝撞。

#### 真誠璃茉/真城璃舞
形象改造
嘻嘻：
跟她說「老樣子／平常的那個樣子」時，左臉頰和右臉頰會分別出現星星和水滴圖案，然後做出「Bala Balance（平衡超平衡）」動作。對待搞笑的認真態度十分高。動畫中有時更化身搞笑指導師。
甜心出擊
嘻嘻：
與嘻嘻變身成Clown Drop（小丑降臨）
- Juggling Party（雜耍之宴）：變出一些雜耍棒，會像飛彈一般的追蹤與攻擊敵人。具有將惡蛋完全摧毀的能力，但在跟亞夢和解後在使用力度上明顯有所收斂，現時會控制到只進行束縛牽制的程度。
- Tightrope Dancer（繩索舞者）：從身後飛出多條韁繩，能作出防守綑綁與攻擊。現在常常配合與彌耶的小鴨子進行組合攻擊。
- 與Yamato Maihime（大和舞姬）的聯合技Queen's Waltz（皇后華爾滋）：能淨化大規模的惡蛋及惡魄。

#### 三條海里
形象改造
武藏：
頭髮加上武士辮，用一把木刀來攻擊或防禦。
變身
武藏：
與武藏變身成Samurai Soul（武士魂）
- Inazuma Blade／Lightning Blade（閃電之刃）: 此技在原作漫畫中具有淨化惡蛋之力，動畫則變成單純的攻擊技能。

#### 月詠幾斗
形象改造
黑夜：
會長出貓耳朵和尾巴，身手變很矯健，像貓一樣靈活，能憑空變出一隻巨型的貓爪幻影攻擊敵人。EASTER對他做的音叉實驗，能控制他的心靈，並與黑色蛋甜心出擊，能量比謎之蛋強約15倍以上，只要拉小提琴就有辦法大量抽出別人的心靈之蛋，並惡化成惡蛋。
甜心出擊
黑夜：
與黑夜變身成Black Lynx（黑色山貓）
- Slash Claw（烏鴉斬）：用手上裝有的鋼爪攻擊敵人，能輕易進行撕裂。動畫版只有右手持有鋼爪，漫畫版則兩手皆有鋼爪。

黑色蛋（月詠或斗的心靈之蛋，從小提琴裡出現）：
與黑色蛋變身成Death Label（死亡階級）〈應譯為死亡標記〉
- Darknight Storm（黑暗之夜風暴）：以鐮刀的暗能量斬出黑色的風作攻擊，被砍到的傷口會變黑。

鐮刀：由灌入了惡蛋能量後散發紫色光芒的小提琴變成，變身後才會進行變形。
黑夜和心中的另一個蛋：
因Dumpty Key和Humpty Lock的力量與黑夜和心中的另一個蛋變身成Seven Seas Treasure（七海海盜）
- Emerald Line（翡翠界線）：以船長劍劃出空刃來抵禦攻擊。

#### 星名歌唄/星那歌唄（月詠歌唄）
形象改造
依琉：
背上會出現惡魔翅膀，唱出「迷宮蝴蝶（迷宮バタフライ）」那句「那對沒人看得見的翅膀，就藏在你的心深處（誰にも見えない羽　隠してるの　あなたの胸の奧）」的時候，歌唄會指向觀眾，心靈之蛋就會被強行抽出。
繪琉：
歌唄沒有與繪琉進行形象改造，只進行過變身。
惡蛋時期方塊：
兩邊馬尾會各出現一個方塊髮飾。唱出「BLACK DIAMOND」時，聽到的人的心靈會頓時變得空虛並受到歌曲支配，心靈之蛋也會被強行抽出。這歌聲被錄進以惡蛋壓制成的CD後會加強力量，能直接以公開播放歌曲的方式抽出大量壞蛋。
甜心出擊
依琉：
與依琉變身成Lunatic Charm（魅之月）
- Nightmare Lorelai（惡夢妖精）：對目標發射大量紅色蝴蝶型的能量波以擊退對手，也可抵銷對方的霰彈式攻擊。
- Lilin Trident（魔叉攻擊）：召喚出黑色三叉戟作攻擊用途。

繪琉：
與繪琉變身成Seraphic Charm（魅之聖潔天使）
- Angel Cradle（天使搖籃）：使惡蛋及惡魄睡著，繼而淨化。是一項能夠進行廣域淨化的大範圍性招式。
- White Wing（純白之翼）：變出白色的羽毛，能擾亂及束縛敵人。

惡蛋時期方塊(Dia)：
與惡蛋時期方塊變身成Dark Jewel（黑暗寶石）
- Shining Black（黑色炫光）：菱形水晶霰彈攻擊
- Glitter Particle（閃耀星光）：摧動全身之力颱起強大的星塵風暴擊潰對手，力量強大到令亞夢解除變身。歌唄以此作最後必殺技來對與依琉變身的亞夢反擊。

#### 露露‧堂‧莫爾賽夫．山本
形象改造
娜娜：
露露的髮夾會變成一朵紫色花，可以使用紅寶石的力量讓迷惘的人的心靈之蛋飛出心間，成為謎之蛋。
甜心出擊
已成神秘蛋的娜娜：
利用露露所製作的的寶石將娜娜變成神秘蛋，與娜娜謎之變身成Dream Dream（夢想之夢）
- Dark Dream（黑暗之夢）：用大量的神秘蛋力量向前方攻擊。

#### 柊立花
形象改造
小螢術語：輕輕地 暖暖地。立花頭上變出現兩個太陽頭飾這時會變十分隨和及冷靜
甜心出擊
與小螢變身成Pure Feeling（純潔感覺）
- 與Amulet Dia的聯合技Open Heart：能淨化大規模的惡蛋及惡魄，連破碎了的惡蛋都能修復並淨化。

- Pure Sunshine（純潔陽光）:能讓惡蛋不能動。

#### 備註
若守護甜心擁有者與不屬於自己的守護甜心進行變身，會讓擁有者消耗很大體力。
- 歌唄和惡蛋時期方塊變身Dark Jewel（黑暗寶石）
- 亞夢和繪琉變身Amulet Angel（淨惡天使）
- 亞夢和依琉變身Amulet Devil（淨惡惡魔）
- 幾斗和黑色蛋變身Death Label（死亡階級）

另外與不屬於自己的守護甜心進行變身的話似乎會無法完全發揮該甜心的能力，例如亞夢在與繪琉變身成Amulet Angel（淨惡天使）時無法使用類似Angel Cradle（天使搖籃）的大範圍淨化技能或類似White Wing（純白之翼）的干擾技能，只能使用White Flag（純白旗幟）之類幾乎沒有任何意義的技能，歌唄在和惡蛋時期方塊變身成Dark Jewel時，雖然能使用與Starlight Navigation（星光導航）和Shooting Star Shower（噴射星河）類似的Shining Black（黑色炫光）和Glitter Particle（閃耀星光），但無法使用類似Twinkle Hold（閃亮防護罩）的防禦技能。

## 出版書籍
守護甜心！
| 卷數 | 講談社         | 講談社                                                  | 長鴻出版社     | 長鴻出版社           | 天下出版社     | 天下出版社             | 浙江人民美術出版社 | 浙江人民美術出版社     |
| 卷數 | 發售日期       | ISBN                                                    | 發售日期       | EAN                  | 發售日期       | ISBN                   | 發售日期           | ISBN                   |
| ---- | -------------- | ------------------------------------------------------- | -------------- | -------------------- | -------------- | ---------------------- | ------------------ | ---------------------- |
| 1    | 2006年7月6日   | ISBN 978-4-06-364113-4 ISBN 978-4-06-362059-7（特裝版） | 2006年11月6日  | EAN 471-0765-20871-4 | 2006年10月31日 | ISBN 978-988-215-416-9 | 2013年7月          | ISBN 978-7-5340-3521-0 |
| 2    | 2007年1月6日   | ISBN 978-4-06-364129-5 ISBN 978-4-06-362071-9（特裝版） | 2007年3月24日  | EAN 471-0765-21310-7 | 2007年3月6日   | ISBN 978-988-215-266-3 | 2013年7月          | ISBN 978-7-5340-3522-7 |
| 3    | 2007年3月20日  | ISBN 978-4-06-364139-4 ISBN 978-4-06-362075-7（特裝版） | 2007年6月30日  | EAN 471-0765-21550-7 | 2007年6月20日  | ISBN 978-988-215-358-5 | 2013年7月          | ISBN 978-7-5340-3523-4 |
| 4    | 2007年7月20日  | ISBN 978-4-06-364156-1 ISBN 978-4-06-362087-0（特裝版） | 2007年10月22日 | EAN 471-0765-21783-9 | 2007年11月26日 | ISBN 978-988-215-498-8 | 2013年7月          | ISBN 978-7-5340-3524-1 |
| 5    | 2007年11月20日 | ISBN 978-4-06-364167-7 ISBN 978-4-06-362094-8（特裝版） | 2008年2月27日  | EAN 471-2805-82143-3 | 2008年1月31日  | ISBN 978-988-215-560-2 | 2014年6月          | ISBN 978-7-5340-3896-9 |
| 6    | 2008年3月19日  | ISBN 978-4-06-364182-0 ISBN 978-4-06-362104-4（特裝版） | 2008年8月21日  | EAN 471-2805-82593-6 | 2008年5月28日  | ISBN 978-988-215-681-4 | 2014年6月          | ISBN 978-7-5340-3897-6 |
| 7    | 2008年7月18日  | ISBN 978-4-06-364192-9 ISBN 978-4-06-362118-1（特裝版） | 2009年2月4日   | EAN 471-1552-44035-5 | 2008年9月30日  | ISBN 978-988-215-769-9 | 2014年6月          | ISBN 978-7-5340-3898-3 |
| 8    | 2008年12月5日  | ISBN 978-4-06-364204-9 ISBN 978-4-06-362124-2（特裝版） | 2009年4月7日   | EAN 471-1552-44178-9 | 2009年3月6日   | ISBN 978-988-215-896-0 | 2014年6月          | ISBN 978-7-5340-3909-6 |
| 9    | 2009年6月5日   | ISBN 978-4-06-364222-3 ISBN 978-4-06-362141-9（特裝版） | 2009年9月23日  | EAN 471-1552-44542-8 | 2009年7月31日  | ISBN 978-988-8029-20-4 | 2015年1月          | ISBN 978-7-5340-3912-6 |
| 10   | 2009年10月23日 | ISBN 978-4-06-364237-7 ISBN 978-4-06-362150-1（特裝版） | 2010年3月24日  | EAN 471-1552-44959-4 | 2009年12月23日 | ISBN 978-988-8030-27-9 | 2015年1月          | ISBN 978-7-5340-3913-3 |
| 11   | 2010年3月5日   | ISBN 978-4-06-364251-3 ISBN 978-4-06-364823-2（特裝版） | 2010年8月2日   | EAN 471-3469-35396-4 | 2010年6月1日   | ISBN 978-7-204-09373-1 | 2015年1月          | ISBN 978-7-5340-3914-0 |
| 12   | 2010年10月6日  | ISBN 978-4-06-364279-7 ISBN 978-4-06-358330-4（特裝版） | 2011年2月12日  | EAN 471-3469-35766-5 |                |                        | 2015年1月          | ISBN 978-7-5340-3915-7 |

守護甜心！Jewel Joker
| 卷數 | 講談社        | 講談社                                                  |
| 卷數 | 發售日期      | ISBN                                                    |
| ---- | ------------- | ------------------------------------------------------- |
| 1    | 2025年2月13日 | ISBN 978-4-06-538469-5 ISBN 978-4-06-538891-4（特裝版） |
| 2    | 2025年7月11日 | ISBN 978-4-06-540064-7 ISBN 978-4-06-540063-0（特裝版） |

## 衍生作品

### 電視動畫
電視動畫《守護甜心！》（しゅごキャラ！）於2007年10月6日開始播出，第1至51集為第一部，以介紹心靈之蛋作片頭。
第52至102集為第二部，於2008年10月4日播出，標題改為《守護甜心！！心跳》（しゅごキャラ！！どきっ），由守護甜心介紹該集內容作片頭。
第103至127集為第三部，於2009年10月3日播出，標題改為《守護甜心！派對！》（しゅごキャラ！パーティー！），並主要分開 主劇情第三部《守護甜心！！！心跳不已》（しゅごキャラ！！！どっきどき）及 守護甜心物語！動畫化《小小守護甜心！》（しゅごキャラぷっちぷち！） 兩個單元，由守護甜心EGG！（しゅごキャラエッグ！）主持以及由旁白。東京動畫宣佈2010年3月27日第三部完結。

### 電子遊戲
- 《守護甜心! 3顆蛋與戀愛的Joker（日语：しゅごキャラ! 3つのたまごと恋するジョーカー）》

以漫畫《守護甜心！》改編而成的戀愛冒險類遊戲，對應機種為NDS，於2008年3月13日發售。
玩家將扮演主人公日奈森亞夢，在聖夜學園的生會擔任特別職位「JOKER」（王牌），完成各種工作，和登場的各角色戀愛，度過愉快的校園生活。除藉助三個彩蛋的力量升級的「甜心出擊」系統之外，遊戲還收錄了眾多小遊戲可玩。
- 《守護甜心! 亞夢的七彩甜心變身（日语：しゅごキャラ! あむのにじいろキャラチェンジ）》

以漫畫《守護甜心！》改編而成的遊戲，對應機種為NDS，於2008年11月6日發售。
玩家化身主人公日奈森亞夢，用特殊能力「甜心變身」提升登場人物的好感度，最終獲比賽優勝。
- 《守護甜心! 動感節奏（日语：しゅごキャラ! ノリノリ!キャラなりズム♪）》

以動畫與漫畫《守護甜心！》改編而成的音樂動作遊戲，對應機種為NDS，於2009年8月6日發售。
本作是系列首次的音樂動作遊戲。玩家在遊戲中可以聽到原作中耳熟能詳的角色歌曲，在這些歌曲的陪伴下，配合旋律點擊畫面完成挑戰。

## 外部連結
- 守護甜心（PEACH-PIT官方網站） （日語）
- 講談社官方網站（页面存档备份，存于） （日語）